# Baruch Spinoza
Benedictus de Spinoza, més conegut com a Baruch Spinoza [AFI: ˌbaːʀʊx spiˈnoːzɑ] (Amsterdam, 24 de novembre de 1632 – La Haia, 21 de febrer de 1677), fou un filòsof neerlandès nascut al si d'una família jueva d'origen portuguès.
A causa del seu pensament progresista i conciliador s'enemistà amb tots els estaments socials i religiosos de l'època: jueus, catòlics i protestants.
Imbuït de l'exigència matematicoracionalista, que tant l'impressionà en Descartes, perseguí qualsevol rastre d'arbitrarietat en la concepció de la realitat: res no pot no ser necessari, determinat. L'ideal ètic consistirà a saber veure tots els esdeveniments com a racionalment necessaris, brollant espontanis de Déu (suprema llibertat). D’aquesta visió naixerà l'Amor Dei intellectualis, en línia amb la recerca platònica del bé a través del coneixement, o de la dialèctica platònica de l'amor, per posar en relleu la relació existent entre el coneixement intel·lectual i la felicitat humana. Aquesta idea prepara ja l'Esperit Absolut de Hegel: hom ha dit que Hegel és un Spinoza fermentat per Kant.

## Biografia

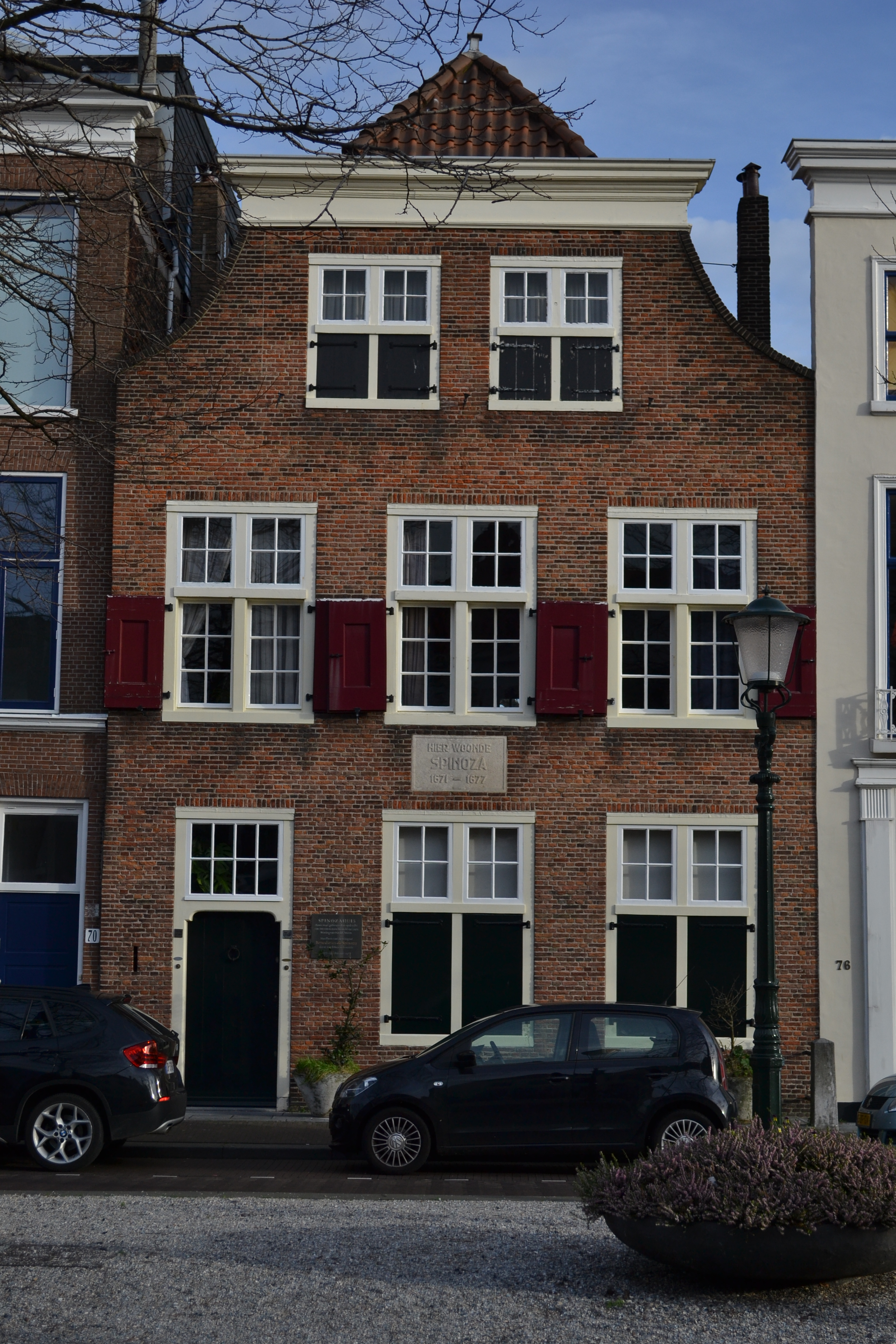
Casa Spinoza a La Haia, on Spinoza va viure des del 1670 fins a la seva mort, el 1677

Els avantpassats de Spinoza eren d'origen jueu sefardita i formaven part de la comunitat de jueus portuguesos que s'havia establert a la ciutat d'Amsterdam arran que la Inquisició portuguesa (1536) provoqués conversions forçades i expulsions de la península Ibèrica. Educat per exercir de rabí a la sinagoga d'Amsterdam, als quinze anys la lectura de René Descartes li forjà una actitud crítica que li acabà provocant l'excomunió de la comunitat jueva pel seu perfil independent. Va haver d'abandonar el negoci familiar i es va fer tallador de lents. Va viure als afores d'Amsterdam, a Rijnsburg, a Voorburg i finalment a La Haia, on va morir als quaranta-quatre anys.
Zelós de la seva independència ideològica, es marginà de totes les confessions religioses i també dels medis universitaris, vivint pobrament de la seva professió i sovint de la caritat d'alguns amics.

## Pensament

### La realitat
Com tots els racionalistes, Spinoza entén la realitat com a substància (allò que no necessita cap altra cosa per a existir), però la porta a les seves últimes conseqüències: no hi ha més realitat o substància que Déu. Això significa que les substàncies creades no poden existir. Però, aleshores, què és la natura?
Per a Spinoza només hi ha una resposta possible: Déu és la natura (Deus sive natura). Déu és la causa immanent i no transcendent de l'univers (concepció panteista de la realitat), idea ja expressada anteriorment per Pierre Charron.
De l'única substància existent, allò que l'enteniment en capta com a essencial, són els atributs. Déu o la natura té un nombre infinit d'atributs, dels quals nosaltres només coneixem el pensament i l'extensió.
D'altra banda, cada un d'aquests atributs es concreta en modes, que són els éssers particulars. Això vol dir que les coses només són concrecions limitades de la substància.

### La naturalesa humana
Cos i ànima humans són modes de l'única substància que existeix. L'ànima forma part de l'enteniment diví i el cos de la seva extensió. I com que en Déu hi ha un estricte paral·lelisme entre l'ordre de les idees i el de les coses, aquest també es dona en l'ésser humà. D'aquesta manera, el problema de la comunicació de les substàncies desapareix.

### Coneixement humà
Com que l'ésser humà no és Déu, de la mateixa manera que la part no és el tot, no tots els nostres coneixements són adequats. Spinoza planteja tres nivells de coneixement:
- Sensible: coneixement imprecís de la realitat.
- Racional: aporta veritats universals i necessàries.
- Intuïtiu: coneixement de les idees innates i del seu fonament comú: Déu.

## Llegat

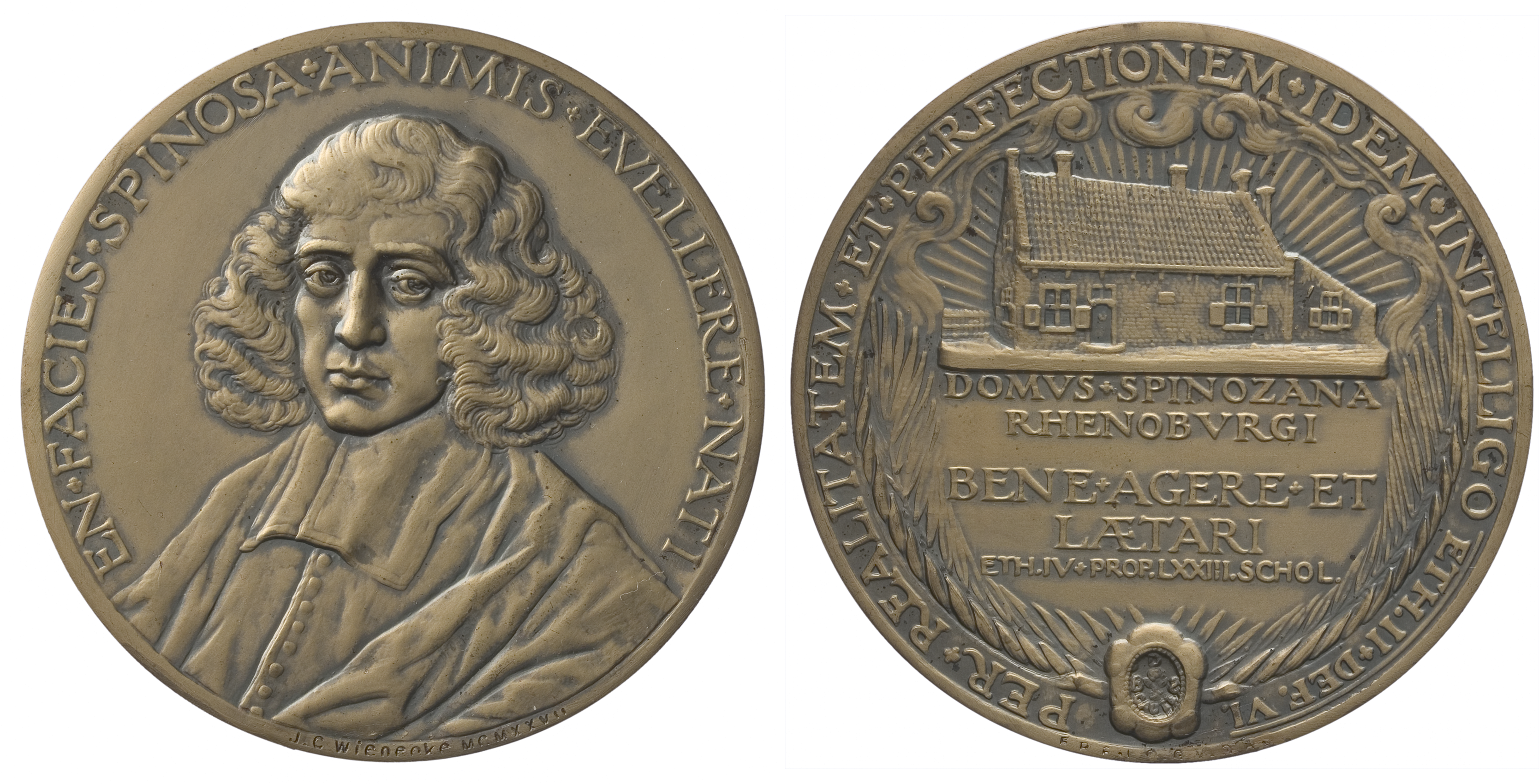
Una medalla commemorativa holandesa emesa en el 250è aniversari de la mort de Spinoza, 1927

Les idees de Spinoza han tingut un gran impacte en els debats intel·lectuals des del segle xvii fins a l'època actual. Com es veu Spinoza ha passat de ser l'autor ateu de tractats que soscaven el judaisme i la religió organitzada a un heroi cultural, el primer jueu laic. Un escriptor afirma que el que avui atrau els lectors a Spinoza i «el converteix potser en el filòsof més estimat des de Sòcrates, és la seva equanimitat segura». No és un nihilista desesperat, sinó que Spinoza diu que «la benedicció no és altra cosa que la satisfacció de l'esperit, que sorgeix del coneixement intuïtiu de Déu». Un dels seus biògrafs, Jonathan I. Israel, argumenta que «cap figura destacada de la Il·lustració posterior a 1750, per exemple, o del segle xix, es va dedicar a la filosofia de Descartes, Hobbes, Bayle, Locke o Leibniz, fins al grau de figures destacades com Lessing, Kantte, Hellinge, George, Helling, Fich, Hellinge, George, etc. Eliot i Nietzsche es van mantenir preocupats durant tota la seva vida creativa amb Spinoza». Hegel (1770-1831) afirma que «el fet és que Spinoza es converteix en un punt de prova en la filosofia moderna, de manera que es pot dir realment: o ets un spinozista o no ets filòsof en absolut».
La seva expulsió de la sinagoga portuguesa el 1656 ha despertat el debat al llarg dels anys sobre si és el primer jueu modern. Spinoza va influir en les discussions sobre l'anomenada qüestió jueva, l'examen de la idea del judaisme i el jueu modern i laic. Moisès Mendelssohn, Lessing, Heine i Kant, així com els pensadors posteriors, com Marx, Nietzsche i Freud, van ser influenciats per Spinoza. La concepció canviant de Spinoza com el primer jueu modern ha estat explorada explícitament per diversos autors. La seva expulsió ha estat revisitada al segle xxi, amb escriptors jueus com Berthold Auerbach; Salomon Rubin, que va traduir l'Ètica de Spinoza a l'hebreu i va veure Spinoza com un nou Maimònides, escrivint una nova guia per als perplexos; El sionista Yosef Klausner i l'escriptor de ficció Isaac Bashevis Singer donen forma a la seva imatge.
El 1886, el jove George Santayana va publicar The Ethical Doctrine of Spinoza, a The Harvard Monthly. Molt més tard, va escriure una introducció a l'Ètica de Spinoza i De Intellectus Emendatione. El 1932, Santayana va ser convidada a presentar un assaig (publicat com a Ultimate Religion) en una reunió a La Haia celebrant el tricentenari del naixement de Spinoza. A l'autobiografia de Santayana, va caracteritzar Spinoza com el seu mestre i model per entendre la base naturalista de la moral.
El filòsof Ludwig Wittgenstein va evocar Spinoza amb el títol (que li va suggerir GE Moore) de la traducció anglesa de la seva primera obra filosòfica definitiva, Tractatus Logico-Philosophicus, una al·lusió al Tractatus Theologico-Politicus de Spinoza. En un altre lloc, Wittgenstein va prendre manllevada deliberadament l'expressió sub specie aeternitatis de Spinoza (Quaderns, 1914–16, pàg. 83). L'estructura del seu Tractatus Logico-Philosophicus té algunes afinitats estructurals amb l'Ètica de Spinoza (encara que, és cert, no amb el Tractatus de Spinoza) en erigir arguments filosòfics complexos sobre proposicions i principis lògics bàsics. A les proposicions 6.4311 i 6.45 al·ludeix a una comprensió spinoziana de l'eternitat i a la interpretació del concepte religiós de la vida eterna, sostenint: «Si per eternitat no s'entén la durada temporal eterna, sinó l'atemporalitat, llavors viu eternament qui viu en el present». (6.4311) «La contemplació del món sub specie aeterni és la seva contemplació com un tot limitat». (6,45)
La filosofia de Spinoza va tenir un paper important en el desenvolupament de la filosofia francesa de postguerra. Molts d'aquests filòsofs «van utilitzar Spinoza per erigir un baluard contra les tendències nominalment irracionalistes de la fenomenologia», que es va associar amb el domini de Hegel, Martin Heidegger i Edmund Husserl a França en aquella època. Louis Althusser, així com els seus col·legues com Étienne Balibar, van veure en Spinoza una filosofia que podria treure el marxisme del que consideraven defectes en la seva formulació original, especialment la seva confiança en la concepció de Hegel de la dialèctica, així com en el concepte de causalitat immanent de Spinoza. Antonio Negri, exiliat a França durant gran part d'aquest període, també va escriure una sèrie de llibres sobre Spinoza, sobretot L'anomalia salvatge (1981) en la seva pròpia reconfiguració de l'Autonomia Operaia italiana. Altres erudits francesos notables de Spinoza en aquest període van incloure Alexandre Matheron, Martial Gueroult, André Tosel i Pierre Macherey, l'últim dels quals va publicar un comentari de cinc volums àmpliament llegit i influent sobre l'ètica de Spinoza, que s'ha descrit com «un comentari de monument de Spinoza». Els seus èxits filosòfics i el seu caràcter moral van fer que Gilles Deleuze en la seva tesi doctoral (1968) el nomenés «el príncep dels filòsofs». La interpretació de Deleuze de la filosofia de Spinoza va tenir una gran influència entre els filòsofs francesos, especialment a l'hora de recuperar la dimensió política del pensament de Spinoza. Deleuze va publicar dos llibres sobre Spinoza i va donar nombroses conferències sobre Spinoza en la seva qualitat de professor a la Universitat de París VIII. La seva pròpia obra va estar profundament influenciada per la filosofia de Spinoza, particularment els conceptes d’immanència i univocitat. Marilena de Souza Chaui va descriure l'Expressionisme en la filosofia de Deleuze (1968) com una «obra revolucionària pel seu descobriment de l'expressió com a concepte central en la filosofia de Spinoza».

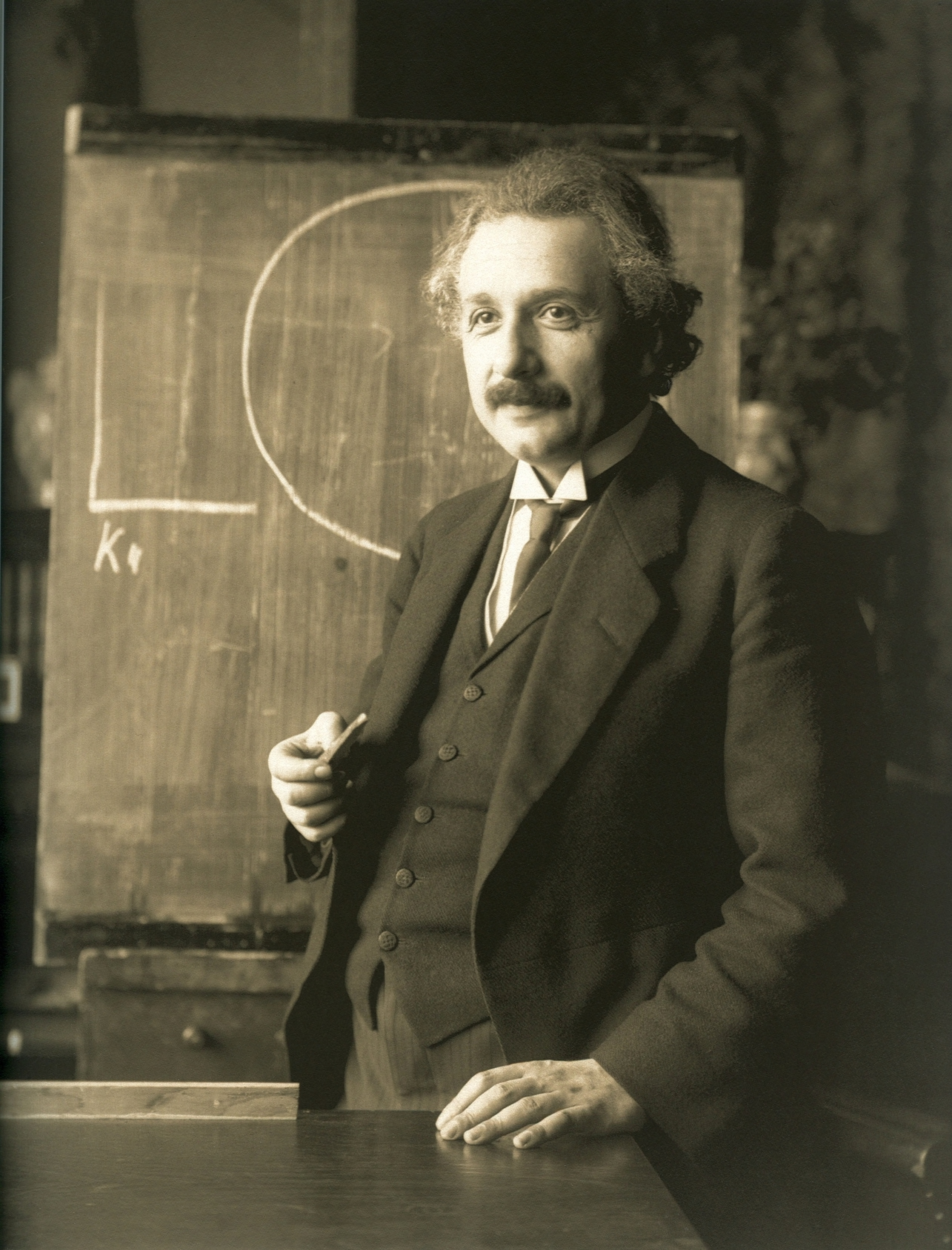
Einstein 1921

Albert Einstein va nomenar Spinoza com el filòsof que va exercir més influència en la seva visió del món (Weltanschauung). Spinoza va equiparar Déu (substància infinita) amb la Natura, d'acord amb la creença d'Einstein en una deïtat impersonal. El 1929, el rabí Herbert S. Goldstein va preguntar a Einstein en un telegrama si creia en Déu. Einstein va respondre per telegrama: «Crec en el Déu de Spinoza que es revela en l'harmonia ordenada del que existeix, no en un Déu que s'ocupa dels destins i accions dels éssers humans». Einstein va escriure el prefaci a una biografia de Spinoza, publicada el 1946.
Leo Strauss va dedicar el seu primer llibre, La crítica de la religió de Spinoza, a un examen de les seves idees. Strauss va identificar Spinoza com a part de la tradició del racionalisme il·lustrat que finalment va produir la Modernitat. A més, identifica Spinoza i les seves obres com l'inici de la modernitat jueva. Més recentment, Jonathan Israel va argumentar que, de 1650 a 1750, Spinoza va ser «el principal desafiador dels fonaments de la religió revelada, va rebre idees, tradició, moralitat i allò que es considerava arreu, tant en estats absolutistes com no absolutistes, com a autoritat política divinament constituïda».
Spinoza és una figura històrica important als Països Baixos, on el seu retrat va ser destacat al bitllet holandès de 1.000 florins, moneda de curs legal fins a la introducció de l'euro el 2002. El premi científic més alt i prestigiós dels Països Baixos s'anomena Spinozaprijs (premi Spinoza). Spinoza es va incloure en un cànon de 50 temes que intenta resumir la història dels Països Baixos. El 2014 es va presentar una còpia del Tractatus Theologico-Politicus de Spinoza a la Presidència del Parlament holandès, i comparteix un prestatge amb la Bíblia i l’Alcorà.

## Bibliografia atribuïda

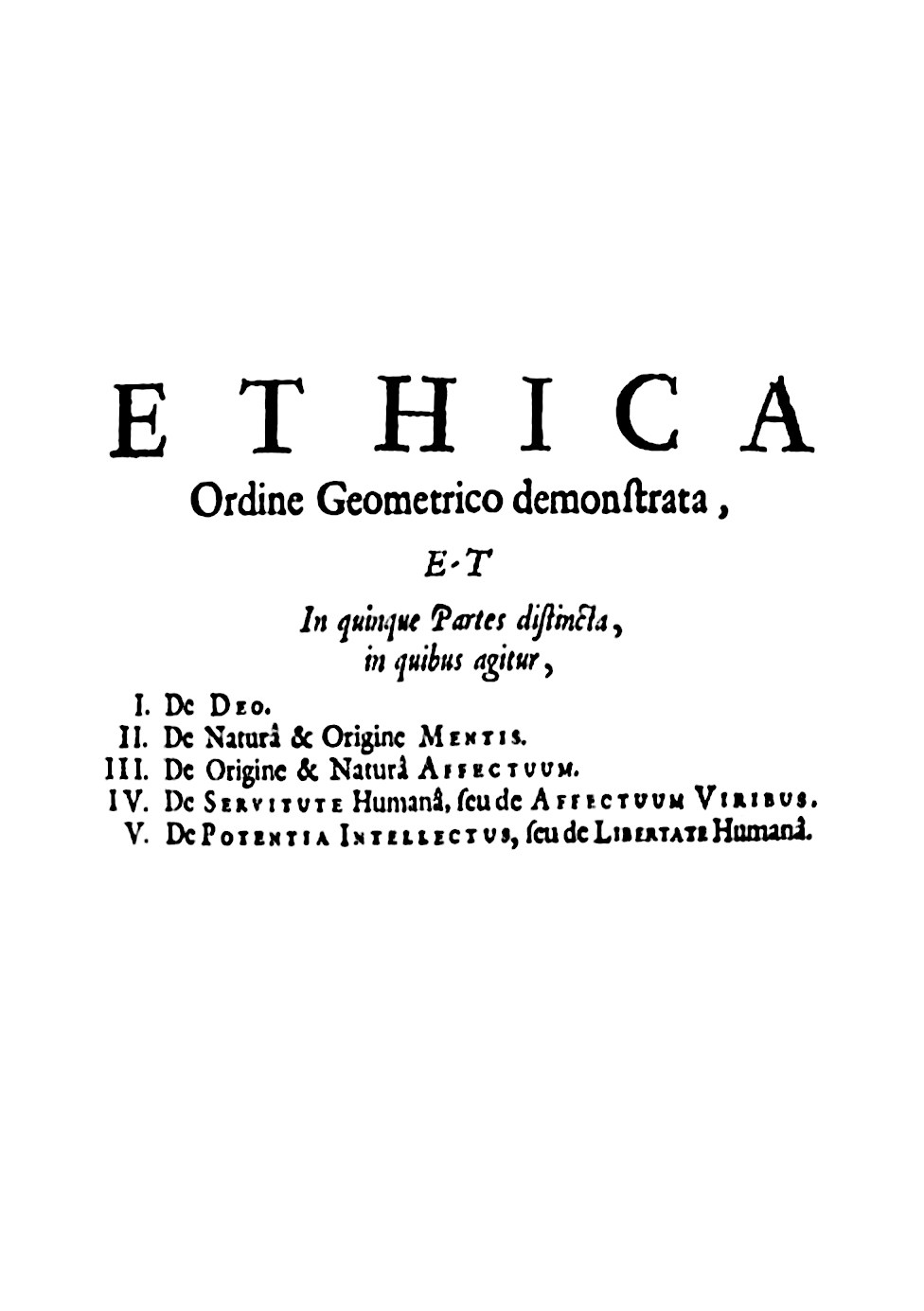
Portada del llibre Ètica